# Krzemienna (województwo zachodniopomorskie)
Krzemienna (niem. Kramonsdorf) – wieś w Polsce położona w województwie zachodniopomorskim, w powiecie łobeskim, w gminie Dobra.
W latach 1954–1957 wieś należała i była siedzibą władz gromady Krzemienna, po jej zniesieniu w gromadzie Dobra. W latach 1975–1998 miejscowość administracyjnie należała do województwa szczecińskiego. 

## Zabytki
- park pałacowy, pozostałość po  pałacu[5]
- gotycki kościół z drewnianą wieżą